# 입소스 MORI
입소스 MORI (Ipsos MORI)는 영국 런던에 본사를 두고 있는 시장 조사 기업이다. 2005년 10월 입소스 UK와 MORI가 합병되면서 출범하였다.
영국 여론조사 협회와 영국 시장 조사 협회의 회원으로, 총선 출구조사와 정당지지율 등 정치 부문 여론조사도 수행하고 있다.

## 역사
1946년 마크 에이브럼스가 설립하였으며 당시 사명은 '리서치 서비스 유한회사' (Research Services Ltd., RSL)였다. RSL은 1991년 프랑스의 여론조사업체 입소스에게 인수되어 입소스 UK로 사명을 바꿨다.
또다른 전신인 MORI는 '마켓 오피니언 리서치 인터내셔널' (Market and Opinion Research International)의 약자로 1969년 로버트 우스터가 설립하였다. 우스터는 2005년 6월 합병 직전 회장직에서 물러났으며, 2005년 10월 입소스가 인수 및 입소스 UK와의 합병을 선언하였다. 인수 낙찰액은 8800만 파운드였다. 합병 후의 사명은 입소스 MORI가 되었다.
입소스 MORI의 여론조사 방식은 컴퓨터 활용 전화설문 (CATI) 방식, 면대면 (CAPI) 방식, 온라인 방식 등 다양한 수단을 활용한다. 전화설문조사의 경우 임의다이얼 방식으로 표본을 집계한다.

## 같이 보기
- 입소스